# بلک ول (تگزاس)
بلک ول، تگزاس(به انگلیسی: Blackwell, Texas) شهری در ایالت تگزاس از ایالات جنوبی ایالات متحده آمریکا است. در سرشماری سال ۲۰۰۰، جمعیت این شهر ۳۶۰ نفر اعلام شد.

## جستارهای ویژه
- فهرست شهرهای تگزاس